# Derek Flint – hart wie Feuerstein
Derek Flint – hart wie Feuerstein (Originaltitel: In Like Flint) ist eine US-amerikanische Agentenkomödie aus dem Jahr 1967. Regie führte Gordon Douglas. Der Film ist eine Fortsetzung der James-Bond-Parodie Derek Flint schickt seine Leiche aus dem Jahr 1966.

## Handlung
Bei einem Golfspiel mit dem amerikanischen Präsidenten Trent hatte Z.O.W.I.E Chef Cramden für drei Minuten einen Blackout. Derek Flint findet heraus, dass in dieser kurzen Zeitspanne der Präsident durch ein Double ersetzt wurde.
Der Doppelgänger ist ein Handlanger einer weiblichen Verschwörergruppe, die die Weltherrschaft der Frauen erreichen will. Als eine Verbrecherbande das Atomzentrum der USA besetzt, verbündet sich Flint jedoch mit ihnen.

## Uraufführungen
- USA: 15. März 1967
- Deutschland: 27. April 1967[1]

## Kritiken
„Fortsetzung der Komödie ‚Derek Flint schickt seine Leiche‘ 1965, die das Agentenkino erneut mit parodistischen Übertreibungen und Ausflügen in die Science-Fiction-Welt persifliert.“

„(…) langatmig (…). (Wertung: 1½ von 4 möglichen Sternen – mäßig)“

„Spaßig, der Parodie nahe, nicht sehr zügig im Tempo, aber ansehbar.“

## Auszeichnungen
- 1967 nominiert für den Laurel Award als Bestes Action-Drama